# Осочний
Осо́чний (рос. Осочный) — селище у складі Первомайського району Оренбурзької області, Росія.

## Населення
Населення — 133 особи (2010; 143 у 2002).
Національний склад (станом на 2002 рік):
- казахи — 47 %